# 貝羅索斯
貝羅索斯（?—前3世纪）是希臘化時代的一位巴比倫尼亞作家 以及使用通用希臘語写作的巴比伦天文学家，他活跃于公元前3世纪初期。他出生於亚历山大大帝统治巴比伦期间或更早（公元前 330 – 前323 年）。晚年搬迁到托勒密一世統治的地区。去世時期不詳。

## 備註
1. ↑  /bəˈrɒsəs/ or Berosus (/bəˈroʊsəs/; name possibly derived from 阿卡德語：, "Bel is his shepherd")[1]